# La vedova del collegio
La vedova del collegio (The College Widow) è un film muto del 1927 diretto da Archie Mayo, tratto dall'omonimo lavoro teatrale di George Ade.

## Produzione
Il film fu prodotto dalla Warner Bros. Pictures e venne girato ai Warner Brothers Burbank Studios al 4000 Warner Boulevard di Burbank .

## Distribuzione
Distribuito dalla Warner Bros. Pictures, il film uscì nelle sale cinematografiche statunitensi il 15 ottobre 1927. In Italia venne distribuito dalla stessa Warner nel 1930.

## Differenti versioni
Dalla commedia di George Ade sono state tratte diverse versioni cinematografiche:
- The College Widow, regia di Barry O'Neil (1915)
- La vedova del collegio (The College Widow), regia di Archie Mayo (1927)
- Maybe It's Love, regia di William A. Wellman (1930)
- Freshman Love, regia di William C. McGann (1936)